# Antoni Banaszak
Antoni Banaszak (ur. 9 stycznia 1881 w Pięczkowie, zm. 3 maja lub 3 czerwca 1932 w Ostrowie Wielkopolskim) – polski prawnik, senator I kadencji II Rzeczypospolitej.

## Życiorys
Antoni Banaszak urodził się 9 stycznia w Pięczkowie k. Miłosławia i był synem średniorolnego chłopa Józefa i Katarzyny z domu Niklewicz. Po ukończeniu szkoły powszechnej w rodzinnej wsi ukończył Gimnazjum św. Marii Magdaleny w Poznaniu (matura 1902). Należał w gimnazjum do tajnego polskiego kółka samokształceniowego Towarzystwo Tomasza Zana. Studiował prawo, ekonomię i historię sztuki na uczelniach w Berlinie, Wrocławiu i Monachium. Brał udział w pracach organizacji zrzeszających polską młodzież akademicką. Egzamin sędziowski zdał w 1911 roku.
Początkowo pracował jako adwokat w Bochum, gdzie udzielał się w ruchu śpiewaczym oraz czynnie bronił w Westfalii interesów Zjednoczenia Zawodowego Polskiego, organizacji skupiającej większość polskich robotników w Niemczech. Jako prelegent brał udział w życiu organizacyjnym Zjednoczenia. Jesienią 1914 jako polski działacz narodowy został osadzony w więzieniu w Bochum. Zwolniono go z aresztu śledczego po 4 tygodniach i wcielono do armii niemieckiej, w której służył do końca działań wojennych w stopniu szeregowca. Powrócił do Wielkopolski po wybuchu rewolucji w Niemczech i zajął się organizowaniem polskiego sądownictwa na terenie byłego zaboru pruskiego. Brał udział w powstaniu wielkopolskim, w którym władze powstania powierzyły mu funkcję wiceprezesa Sądu Doraźnego Frontu Południowego w Ostrowie. Po I wojnie światowej zajął się szkoleniem kadr policyjnych oraz prowadził kursy dla sekretarzy adwokackich i pracowników komunalnych. Otworzył również w Ostrowie własną kancelarię adwokacką oraz łączył pracę zawodową z działalnością polityczną w Narodowej Partii Robotniczej. W latach 1922–1927 z listy NPR zasiadał w Senacie. Od 1922 roku wiceprezes Sądu Wojewódzkiego w Poznaniu. Od 1925 sędzia Sądu Doraźnego przy Sądzie Najwyższym.
Zmarł 3 maja 1932 w Ostrowie, gdzie został pochowany. Od 1919 był żonaty z Zofią Nowakowską, bezdzietny.